# Autopista del Itata
La Autopista del Itata es una autopista chilena de peaje que recorre las regiones de Ñuble y del Biobío, desde la ciudad de Chillán hasta Penco. Es dependiente de la empresa española Globalvia, pero como la concesión llegó a su fin la empresa concesionaria SACYR se unirá el 1 de abril del presente año, de la cual también dependen ahora las rutas Agua Amarilla-Rafael, y  la autopista valles del bio bio. La autopista del itata Es la segunda autopista concesionada en ser construida en Chile tras la Ruta de la Madera y la segunda más cara en el país tras el Troncal Quillota, a ello cabe agregar también que posee la plaza de peaje más cara de la nación, el peaje de Agua Amarilla.
Fue creada en 1995 tras la creación de la "Ley de Concesiones", en ese entonces el Ministerio de Obras Públicas adjudicó una obra que crearía el acceso norte al Gran Concepción. En 1998 fue anunciada públicamente por el mismo expresidente Eduardo Frei Ruiz-Tagle, en compañía de su par mexicano Ernesto Zedillo. El inicio de su construcción fue en 1996 dejando a cargo al consorcio mexicano Tribasa, empresa cual se vería enlazada a casos de corrupción en su país.

## Autopista del Itata

### Sectores en Autopista
- Nebuco·Penco 74,50 km de doble calzada.
- Ramal Agua Amarilla·Rafael 14,10 km de calzada simple.

### Enlaces
- kilómetro 0 Ruta 5 Sur, concesionaria Ruta del Maule y Ruta del Bosque.
- kilómetro 19 Quinchamalí.
- kilómetro 21 Nueva Aldea·Quillón.
- kilómetro 37 Límite Regional Ñuble-Biobio.
- kilómetro 51 Nuevo Enlace Florida.
- kilómetro 60 Rafael-Coelemu.
- kilómetro 74 Penco·Autovía Concepción-Tomé.
- kilómetro 75 Autopista Interportuaria Talcahuano-Penco

### Plazas de Peajes
- kilómetro 21 Lateral Nueva Aldea.
- kilómetro 60 Troncal Agua Amarilla.
- kilómetro 61 Lateral Rafael.

### Estaciones de Servicios en Autopista
- kilómetro 65 Área de Servicio UPA Shell Penco.